# Папа Мартин I
Свети Мартин је био римски папа од 649. године. 
Постао је папа баш за време расправе хришћана са јеретицима монотелитима (јединовољницима). Да би успоставио мир у цркви сам цар Констанс II је написао књижицу Типос, која је била веома по вољи јеретика. Папа Мартин је сазвао сабор од 105 епископа, на коме се осудила ова књижица царева. У исто време је написа папа писмо патријарху Павлу молећи га да се држи чисте вере и да цара саветује, да се окане јереси. То писмо је разљутило и патријарха и цара. И цар је послао некога војводу Олимпија у Рим, да доведе папу везаног у Цариград. Војвода се није усудио везати папу, али је наговорио једног војника, да га мачем убије у цркви. Хришћани верују да када је војник ушао у цркву са скривеним мачем, на једанпут је ослепео. У то време су нападали Сарацени на Сицилију, и војвода Олимпије је отишао у Сицилију, где је и умро. Тада је сплетком јеретика патријарха Павла цар послао другог војводу, Теодора, да веже и доведе папу под оптужбом, да он, папа, стоји у дослуху са Сараценима, и да не поштује Богородицу. Када је војвода стигао у Рим и прочитао оптужбу против папе, овај је одговорио, да је то клевета, да он нема никакве везе са Сараценима, противницима хришћанства, „а пречисту Богоматер ако ко не штује и не исповеда и њој се не клања, да буде проклет и овога и онога века“. Но то није изменило одлуку војводину. Папа је везан и доведен у Цариград, где је дуго лежао у тамници, мучен тескобом и глађу, док најзад није осуђен на прогонство у Херсон на Криму, где је поживео 2 године и преминуо 655. године. 
Српска православна црква слави га 14. априла по црквеном, а 27. априла по грегоријанском календару.